# Alda Milner-Barry
Alda Mary Milner-Barry (5 de julio de 1893 - 26 de marzo de 1938) fue una criptoanalista y académica británica. Fue miembro y subdirectora del Newnham College, en Cambridge, y parte del MI1b, la unidad de inteligencia militar británica del Ministerio de Guerra en la Primera Guerra Mundial.

## Contexto familiar
Alda Milner-Barry nació en 1893, hija de Edith Mary Milner-Barry (de soltera Besant) y de Edward Leopold Milner-Barry, que era profesor de Lenguas Modernas en la Universidad de Bangor. Su abuelo era William H. Besant, miembro matemático del St John's College de Cambridge. Su tía Alda Marguerite Milner-Barry fue escritora, conferencista y compositora de himnos. Su hermano menor, Stuart Milner-Barry, fue un reconocido jugador de ajedrez y se convertiría en descifrador de códigos en Bletchley Park durante la Segunda Guerra Mundial.

## Carrera profesional
Mientras era estudiante en el Newnham College, Cambridge, Alda Milner-Barry suplió a su padre en la Universidad de Bangor mientras él trabajaba como traductor en el Almirantazgo británico. Hizo el examen Tripos de Lenguas Medievales y Modernas en Cambridge en dos años, en lugar de los tres habituales, en 1914. En 1916 se graduó con honores de primera clase en inglés y alemán. Inmediatamente empezó a trabajar como traductora en el Departamento de Inteligencia del Ministerio de Guerra. Alrededor de 1917, Milner-Barry fue profesora interina de alemán en la Universidad de Galway durante un año. Más adelante se incorporó al MI1b, donde fue designada adjunta de la descifradora de códigos Emily Anderson.
Entre 1920 y 1934 fue profesora de inglés en la Universidad de Birmingham y, de 1934 a 1938, tutora de Sidgwick Hall, Newnham College. Llegó a ser subdirectora de la universidad, puesto que ocupó hasta su muerte en 1938, a la edad de 44 años, en una residencia en Cambridgeshire.

## Publicaciones
- Milner-Barry, Alda (1926). «A Note on the Early Literary Relations of Oliver Goldsmith and Thomas Percy». The Review of English Studies 2 (5): 51-61. ISSN 0034-6551. doi:10.1093/res/os-II.5.51.
- Milner-Barry, Alda (1927). «Review of The History and Sources of Percy's Memoir of Goldsmith». The Review of English Studies 3 (10): 232-234. ISSN 0034-6551. doi:10.1093/res/os-III.10.232.